# マイキ
マイキ（1997年〈平成9年〉10月21日 - ）は、日本のシンガーソングライター、ドラマー、作詞家、作曲家、編曲家、ボカロP、YouTuber、TikToker。ロックバンド'97,Kidsのメンバーであり、ロックバンドYullie-Echo及びラトゥラトゥの元メンバー。

## 来歴・概要
2017年1月、ロックバンドYullie-Echoの作曲者、ドラマーとして活動を開始。
当時からバンドに所属しながら、Twitterや、YouTubeでの活動も行っていた。
2018年12月22日、バンドからメンバーが1人脱退したためYullie-Echoは活動休止となる。
2019年1月15日、Yullie-Echoが解散。3月、YouTuberタケヤキ翔とのユニットラトゥラトゥが結成されることを発表。4月29日、UUUMに所属する事が発表された。9月、 ラトゥラトゥとして1stシングル「神様の言うとおりに」をリリース。
2020年、個人としてボーカロイド初音ミクを使用した楽曲「アンチジョーカー」をYouTubeとニコニコ動画に投稿し、ボカロPとしての活動も開始する。なお同曲は、ニコニコ動画においては投稿日から9日で10万回再生を記録し、ボカロPの処女作としては異例の「ボーカロイド殿堂入り」を果たす。
2021年1月1日、ボカロPとして作曲した楽曲「アンチジョーカー」と「バケモノ信者」が「マイキP (ラトゥラトゥ)」名義で各配信サービスにて配信リリースされた。4月4日、タケヤキ翔と共に活動していたロックバンド「ラトゥラトゥ」を脱退。11月5日に、UUUMおよびUUUM Recordsを退所したことと、2022年1月からソロアーティストとしての活動を開始することを発表。ソロデビューに先駆け、12月11日に「マイキP」名義でのボーカロイド楽曲のセルフカバーミニアルバム『Anti Believer』をリリース。
2022年2月1日、「マイキ」名義でソロアーティストデビュー。それに伴い、ファンクラブ「マイ教」を開設した。4月16日、自身のソロデビュー曲「しんどいね。」のMVを公開。5月7日、配信シングルとしてリリースされた。6月15日、TVアニメ『ハナビちゃんは遅れがち』に楽曲「炎上アリス」を提供し、火曜オープニングテーマに使用されることが発表され、VOCALOIDが歌唱したバージョンのMVがYouTube上にて公開された。アニメ主題歌としては上坂すみれが演じる高輪バーサス戦が歌唱したバージョンが使用されている。12月10日、¿?shimonをフィーチャリングした2ndシングル「かんけーないから」をリリース。
2023年7月13日、マイキの声を元に制作された歌唱用ソフトウェア「MYK-IV」がVoiSonaから発売される。
2024年8月30日、Yullie-Echoの元メンバー3人で'97,Kidsを結成。

## 人物
ドラマーとしての活動が多いが、本業は作曲家であり、個人として中学生の頃から楽曲制作・提供を行っていた。作曲をする為に、ドラムを含めたあらゆる楽器を弾けるようになった。
Yullie-Echo時代の元バンドメンバーであるボカロPの¿?shimon、MGLPの大成とは、今でも深く交流があり、2024年になってから3人で新バンド'97,kidsを結成した。
YouTube動画の企画はドラム叩いてみた動画やギター弾いてみた動画や楽曲魔改造動画が代表的であり、魔改造動画では人気の楽曲同士をアレンジで掛け合わせたり、iPhoneのsiriが喋る歌詞に音程をつけ、歌っているかのようなアレンジをするといった企画が主であり、叩いてみた動画ではドラムをプリキュアのコスプレをしながら叩いたり、アンパンマンのおもちゃドラムで路上ライブを行うというスタイルの動画が特徴的である。
TikTokにも動画を投稿し活動しているため、他のYouTuberとのコラボ動画などでは人気TikTokerとして紹介されることもある。

## エピソード
かつてドラムスを担当していた音楽ユニット、ラトゥラトゥでは音楽プロデューサー兼作曲担当で、ドラム、ギター、ベース、ピアノ、シンセサイザーなど全ての楽器を演奏していた。また、MVではマイキのパフォーマンスで一番人気の高いドラムで出演することが多かった。
マイキのYouTubeチャンネルにおいて、スタッフを担当している大成と、ボカロPのshimon¿?は、かつて、マイキと共にYullie-Echoのメンバーとして活動していた。
自身が10代の頃に制作した楽曲「You're Hero」や、Yullie-Echoの楽曲として制作した「アスター」などの楽曲が盗作された際には、その人物に無償で楽曲提供をすると宣言した上で、盗作は良くないということとこの対応は今回限りであるということを注意喚起した。

## ディスコグラフィ

### マイキ名義

#### シングル
| #   | リリース日     | タイトル               | 備考                                                                                            |
| --- | -------------- | ---------------------- | ----------------------------------------------------------------------------------------------- |
| 1st | 2022年5月7日   | しんどいね。           | ミュージックビデオ公開後には、VOCALOIDバージョンも公開された。                                  |
| 2nd | 2022年12月10日 | かんけーないから       | ¿?shimonをフィーチャリングした楽曲となっており、2022年12月4日にミュージックビデオが公開された。 |
| 3rd | 2023年3月19日  | 僕ら愛してるふりしてさ | ネットドラマ『シンデレラコンプレックス』 主題歌                                                 |
| 4th | 2023年8月9日   | 一生分のアイラブ       | ネットドラマ『影涼し、微炭酸する。』 主題歌                                                     |

### マイキP名義

#### VOCALOID楽曲
| #   | リリース日    | タイトル                   | 備考 |
| --- | ------------- | -------------------------- | --- |
| 1st | 2021年1月1日  | アンチジョーカー           | VOCALOID楽曲としての初作品。                                                                                           |
| 2nd | 2021年1月1日  | バケモノ信者               | 2作目、アンチジョーカーのアンサーソング                                                                                |
| 3rd | 2021年2月14日 | メンヘラデーモン           | 3作目。 |
| 4th | 2021年12月4日 | バイメーバイメー           | 4作目。11月6日には、マイキによるセルフカバーMVも公開された。                                                           |
| 5th | 2022年6月15日 | 炎上アリス                 | TVアニメ 「ハナビちゃんは遅れがち」火曜オープニング主題歌                                                              |
| 6th | 2023年7月13日 | ゴーストライター           | 自信の声を元にしたMYK-IVとのデュエット                                                                                 |
| 7th | 2023年8月28日 | キングスレイヤー           | 4作目。9月30日には、マイキによるセルフカバーMVも公開された。                                                           |
| 8th | 2024年2月4日  | サイバーパンクデッドボーイ | 『プロジェクトセカイ カラフルステージ！ feat. 初音ミク』収録楽曲                                                       |
| 9th | 2025年6月27日 | ダーリンゲームオーバーラブ | サイバーパンクデッドボーイ以来1年ぶりのボカロ楽曲。 初音ミクの調声のタイプがボカロ楽曲全体で見て珍しいタイプとなった。 |

#### ミニ・アルバム
|     | 発売日         | タイトル      | 規格                   | 備考                                       |
| --- | -------------- | ------------- | ---------------------- | ------------------------------------------ |
| 1st | 2021年12月11日 | Anti Believer | デジタル・ダウンロード | マイキによるVOCALOIDセルフカバーアルバム。 |

### 楽曲提供
| 発売日         | アーティスト                    | 曲名                                 | 収録作品                       | 作詞・作曲・編曲                           | 出典   |
| -------------- | ------------------------------- | ------------------------------------ | ------------------------------ | ------------------------------------------ | ------ |
| 2022年6月17日  | ないこ（いれいす）              | メンヘラホイホイ                     | 『Pink Heart!』                | 作詞・作曲・編曲                           | [ 29 ] |
| 2022年7月6日   | 志麻                            | 十六夜ナイトフィーバー               | 『Toni9ht』                    | 編曲（本作の作曲者草野華余子と共同）       | [ 30 ] |
| 2022年7月7日   | 手越祐也                        | OVER YOU（feat. マイキ）             | 『CHECKMATE』                  | 作詞・作曲・編曲・ゲストボーカル           | [ 31 ] |
| 2022年7月18日  | 高輪バーサス戦（CV.上坂すみれ） | 炎上アリス                           | 『炎上アリス』                 | 作詞・作曲・編曲                           | [ 32 ] |
| 2022年10月5日  | 手越祐也                        | ウインク（マイキP Remix ver.）       | 『Music Connect』              | リミックス                                 | [ 33 ] |
| 2023年1月6日   | レトベア                        | ダウンタイマー                       | 『ダウンタイマー』             | 編曲                                       | [ 34 ] |
| 2023年11月04日 | 手越祐也                        | アダルトブルー                       | 『絆 -KIZUNA-』                | 作詞・作曲・編曲                           |        |
| 2024年1月29日  | ワンダーランズ×ショウタイム     | サイバーパンクデッドボーイ           |                                | 作詞・作曲・編曲                           |        |
| 2025年4月12日  | ささ。                          | マーメイド feat.神が残した夢を喰う。 | 『Eat the dreams left by God』 | 編曲                                       |        |
| 2025年4月20日  | 神が残した夢を喰う。            | 500W                                 | 『Eat the dreams left by God』 | 編曲                                       |        |
| 2025年6月25日  | 神が残した夢を喰う。            | 絶命                                 |                                | 作曲・編曲（作曲ははるくん、TAITAIと共同） |        |
| 2025年8月7日   | 神が残した夢を喰う。            | 愛想花火                             | 編曲                           |                                            |        |
| 2025年8月12日  | ささ。                          | 君は花火                             | 編曲                           |                                            |        |

### 参加作品
| 発売日         | アーティスト                       | 曲名                      | 収録作品                                 | 演奏楽器        | 出典   |
| -------------- | ---------------------------------- | ------------------------- | ---------------------------------------- | --------------- | ------ |
| 2023年1月25日  | SCREEN mode                        | メキラゴー (feat. マイキ) | 『TRUE STORY/メキラゴー (feat. マイキ)』 | ゲストボーカル  | [ 35 ] |
| 2023年7月10日  | luz                                | 幽世                      | 『幽世』                                 | ドラム          |        |
| 2023年10月20日 | 神が残した夢を喰う。               | 雨                        | 『Eat the dreams left by God』           | Interlude Piano | [ 36 ] |
| 2024年1月7日   | あかたん                           | 口癖                      | 『口癖』                                 | ドラム          |        |
| 2024年3月13日  | 田中れいな with Team MiA(GITADORA) | あなたしかいないから      | GITADORA                                 | ドラム          |        |

## タイアップ
| 起用年 | 楽曲                   | タイアップ                                                                             |
| ------ | ---------------------- | -------------------------------------------------------------------------------------- |
| 2022年 | 炎上アリス             | TVアニメ 「ハナビちゃんは遅れがち」火曜オープニング主題歌                              |
| 2022年 | OVER YOU feat. マイキ  | 荒野行動 - 栄光の刻 テーマソング（アーティストの手越祐也に提供した楽曲）               |
| 2022年 | かんけーないから       | ちぃたん☆と手越祐也のホンキでいきます（仮）エンディングテーマ                          |
| 2023年 | 僕ら愛してるふりしてさ | ネットドラマ『シンデレラコンプレックス』 主題歌                                        |
| 2023年 | 一生分のアイラブ       | ネットドラマ『影涼し、微炭酸する。』 主題歌                                            |
| 2024年 | エキストラ             | テレ東音楽バラエティー“めをとじ”オープニング主題歌（Vtuberのもちたおるに提供した楽曲） |

## ミュージックビデオ

### マイキ名義
| 公開日         | タイトル                  | 監督     |
| -------------- | ------------------------- | -------- |
| 2021年11月18日 | You're hero(2021ver)      | RIKU ABE |
| 2022年3月7日   | NO WAR                    | マイキ   |
| 2022年4月16日  | しんどいね。              | RIKU ABE |
| 2022年7月6日   | OVER YOU feat.手越祐也    | RIKU ABE |
| 2022年12月4日  | かんけーないから(feat.¿?) | マイキ   |
| 2023年3月18日  | 僕ら愛してるふりしてさ    | Kyouhei  |
| 2023年8月10日  | 一生分のアイラブ          | RIKU ABE |
| 2024年1月6日   | MY HERO                   | RIKU ABE |

### マイキP名義
| 公開日         | タイトル                                                     | 監督   |
| -------------- | ------------------------------------------------------------ | ------ |
| 2020年6月20日  | アンチジョーカー                                             | マイキ |
| 2020年12月5日  | バケモノ信者                                                 | マイキ |
| 2020年12月31日 | メンヘラデーモン                                             | マイキ |
| 2021年10月15日 | バイメーバイメー                                             | マイキ |
| 2021年11月6日  | バイメーバイメー（Self Cover）                               | マイキ |
| 2021年12月4日  | アンチジョーカー（Self Cover）                               | マイキ |
| 2022年4月22日  | しんどいね。                                                 | マイキ |
| 2022年6月15日  | 炎上アリス                                                   | マイキ |
| 2022年12月10日 | かんけーないから                                             | マイキ |
| 2023年7月13日  | ゴーストライター                                             | マイキ |
| 2023年8月28日  | キングスレイヤー                                             | マイキ |
| 2023年9月30日  | キングスレイヤー（Self Cover）                               | マイキ |
| 2024年2月4日   | サイバーパンクデッドボーイ                                   | マイキ |
| 2024年3月11日  | サイバーパンクデッドボーイ（Self Cover）                     | マイキ |
| 2024年3月20日  | サイバーパンクデッドボーイ - English ver. feat. Mizzy Licias | マイキ |
| 2025年6月27日  | ダーリンゲームオーバーラブ                                   | マイキ |
| 2025年6月28日  | ダーリンゲームオーバーラブ（Self Cover）                     | マイキ |

## ライブ

### 出演ライブ・イベント
| 年     | 公演名                                           | 日程              | 会場                        | 出典 |
| ------ | ------------------------------------------------ | ----------------- | --------------------------- | --- |
| 2022年 | スペプラ手越 FES.2022                            | 5月11日 - 5月12日 | パシフィコ横浜 国立大ホール | 手越祐也主催のライブイベント。手越とマイキの他、KANA-BOON、BLUE ENCOUNT、キュウソネコカミ、KEYTALKが出演。オープニングアクトで出演し、サポートドラムにNon Stop Rabbitの太我を起用した。 |
| 2022年 | LuckyFM Green Festival                           | 7月23日 - 7月24日 | 国営ひたち海浜公園          | 1日目のオープニングアクトで出演。 |
| 2022年 | Novelbright Presents.「KICK THE AGE TOUR Vol.2」 | 9月15日           | Zepp Fukuoka                | Novelbright主催のライブツアー。神はサイコロを振らないとの対バンライブで、オープニングゲストとして出演。                                                                                 |

## コラボ
- ゆゆうた[40]
- スカイピース[41]
- Non Stop Rabbit[42]
- 竹中雄大(Novelbright)[43]
- 柳田周作 (神はサイコロを振らない)[44]
- たまちゃん (たまくまチャンネル)[45]
- MELOGAPPA[46]